# Оксбьол
Оксбьол (дан. Oksbøl) — місто в південно-західній Ютландії в муніципалітеті Варде (регіон Південна Данія). Станом на 1 січня 2022 року тут проживало 2815 осіб.

## Відомі люди
- Æ Tinuser[en] (Брати Тінус) із Врьогума (поблизу Оксбьола) — данський традиційний гурт від 1950-х до кінця 1970-х років